# Quirinus

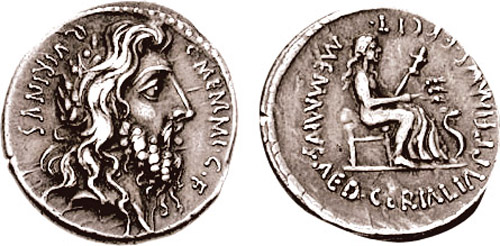
Denár s vyobrazením Quirina na líci a Cerery na rubu, 56. př. n. l.

Quirinus je římský bůh. Jeho funkce byla již v historické době nejasná, ale to, že měl svého flamena maior, napovídá o existenci takzvané archaické triády, tvořené Jupiterem, Martem a právě Quirinem, později nahrazené triádou kapitolskou. Tato tři božstva jsou chápána zastánci trojfunkční hypotézy jako reprezentanti tří indoevropských funkcí a Quirinus jako bůh quirites, tedy civilního obyvatelstva a zemědělství.
Quirinus také splýval s Martem a někdy byl chápán jako „sabinský Mars“. Byl ztotožněn s řeckým Enyáliem, synem Aréa a v době pozdní republiky byl se zbožštěným Romulem a datum jeho svátku ztotožněno s datem, kdy měl Romulus vystoupit mezi bohy. Nejistý je jeho vztah s Janem, vzhledem k tomu že Janův chrám na Foru Romanu byl také nazýván chrámem Jana Quirina.
Svátek Quirinalia byl slaven 17. února, Caesarem však byl přesunut na 29. června. Další Quirinova slavnost spadala na 23. srpna. Společně s Quirinem se objevovala také Hora Quirina „Quirinova vůle“, která byla později chápána jako jeho božská manželka. Po jeho ztotožnění se zbožštěným Romulem byla Hora ztotožněna s Romulovou sabinskou manželkou Hersilií. Společně s Quirinem se kromě Hory objevují ještě Virites Quirites „Quirinovy mužnosti“.

## Etymologie
Vittore Pisani a Émile Benveniste rekonstruovali Quirinovo starší jméno jako *Couirino či *Co-Virinos. Druhá část jména vychází z praindoevropského *wihxrós „muž“, které se ozývá v latinském vir a praitalickém *wiros. Forma Quirinus vznikla nejspíše v souvislosti s výrazem quirites označujícím Římany jako civilní obyvatelstvo, opak milites. Paul Kretschmer vyložil quirites a také curiae (ranou latinou covirium) – což byly skupiny tvořící obyvatelstvo Říma, jako „muži sjednocení svým společenským zařazením“ a Quirinus by pak byl pánem či patronem této skupiny, podobně jako je jako je od domus „dům, domácnost“ utvořeno dominus „pán domácnosti/rodiny“.
Vittore Pisani a Émile Benveniste taktéž spojili Quirinovo jméno s umbrijským božstvem Vofione vykládanému z *lewdhyo „svobodný člověk“, jehož starší podoba jména je rekonstruována jako *Lewdhyono, *lewdhyo je příbuzné například latinskému līber „svobodný“, německému Leute „lidé“ nebo českému lidé. Jméno Quirinus také může odpovídat galskému Toutatis, odvozovanému od teutā „kmen, lid“.
Mezi další navrhované etymologie patří odvození od jména města Cures, quiris „kopí“ nebo quercus „dub“.

## Sabinské božstvo
Quirinus byl Římany podle podání o založení Říma chápán jako bůh sabinského původu, jehož kult byl přinesen sabinským králem Titem Tatiem, stejně jako jméno quirites. Taktéž je po něm pojmenován římský pahorek Kvirinál, který měli osídlit právě Sabinové, kteří považovali Quirina za svého prapředka a otce zakladatele sabinského města Cures Modia Fabidia.

## Hypotézy
Quirinus je společně s Jupiterem a Martem členem takzvané archaické triády, později nahrazené triádou kapitolskou: Jupiterem, Juno a Minervou. Podobná trojice byla známa též Umbrijcům, kde se na místě Quirina objevuje bůh Vofione Této trojici byli zasvěceni tři flamines maiores – podle ordo sacerdotum stojící nejblíže božskému hned po rex sacrorum.
Archaickou triádu vyložil v rámci své trojfunkční hypotézy Georges Dumézil a Quirina určil jako božstvo funkce třetí spjaté se zemědělstvím, plodností a obecně civilním životem. Na podporu svého názoru zmiňuje povinnosti Quirinova flamena:
| Mars ve stavu zuřivosti se nazývá Gradiuus; pokud je klidný Quirinus. „Quirinus je Mars, který bdí nad mírem a má svůj chrám uvnitř Říma; neboť válečný Mars měl svůj chrám mimo Řím. |
| Vergilius, Aeneis, I, 292, VI, 859 |

- oběť psa o Robigaliích 25. dubna odvracejí rez od obilných klasů, podle Ovidia přenášejíc ji na zbraně.
- oběť na podzemním oltáři při Consualiích 21. srpna Consuovi, bohu zrna uloženého do zásoby.
- oběť při Larentaliích 23. prosince zasvěcených Larentii. Oslava svátku měla zajistit růst ozimu a Larentia je často ztotožňovaná s chrámovou prostitutkou, která svůj velký majetek odkázala římskému lidu.[1][4]

Dále pak uvádí:
- vlastní Quirinův svátek Quirinalia 17. února připadal na závěr Fornacalií, svátků pražení zrna.
- byl spojován s Ops, zemědělskou bohyní hojnosti. Podle jednoho z dobových nápisů figuroval během Volcanalií 23. srpna s Ops jako ochránce města, pravděpodobně před požáry.
- po bitvě na řece Allia roku 390 př. n. l. byl zakopáním posvátných pignora imperii pověřen Quirinův kněz, aby je tak ochránil před blížícími se Galy.[1]

Dumézil tak vykládá Quirina jako božstvo spojené se zrnem a bohatstvím, blízké zemědělsko-chtonickým božstvům. V jiných indoevropských panteonech by mu podle této hypotézy odpovídal galský Toutatis, severský Frey nebo védští Ašvinové. Quirinovu pozici reprezentanta třetí funkce mohli v různých římských triádách podle Dumézilova názoru zaujímat také Ops, Flora a Venuše.
Dumézil taktéž odmítá chápání Quirina jako sabinského božstva, toto podání vykládá jako důsledek toho, že třetí funkce byla v historizovaných mytických dějinách Říma ztotožněna se Sabiny. Splývání Quirina a Marta vysvětluje proměnou quirites v milites během válečného stavu a celkovým římským pojetím míru, při kterém je stále zvažována eventualita války. Poukazuje na povinnost flamena Portunalis, kněze boha bran Portuna, promazávat posvátné Quirinovi zbraně – tedy udržováním zbraní i když se jich zrovna neužívá.

## Kultovní místa
Nejstarší Quirinova svatyně – sacellum stála na Kvirinálu v blízkosti Porta Quirinalis, později taktéž na Kvirinálu vznikl Quirinův chrám, není však jasné, zda na stejném místě. Chrám byl zaslíben Luciem Papiriem Cursorem v roce 325 př. n. l. a zasvěcen roku 293 př. n. l. jeho synem. Podle pozdějšího podání z doby, kdy byl Quirinus ztotožněn s Romulem jej postavil bájný Proculus Julius na příkaz samotného Romula, který se mu zjevil brzy po svém zmizení. Před chrámem stály dvě myrty zvané patricia a plebeia, první prospívala, když senát byl mocný, druhá během společenských bouří. V roce 206 př. n. l. a 49 př. n. l. byl chrám zasažen bleskem, a poté musel být opraven senátem, který do něj v roce 45 př. n. l. umístil Caesarovu sochu jako „nepřemožitelného boha“. V roce 16 př. n. l. byly opravy dokončeny Augustem.